# Logie-Gletscher
Der Logie-Gletscher ist ein 16 km langer und 3 km breiter Gletscher in der antarktischen Ross Dependency. Im Transantarktischen Gebirge durchfließt er in westlicher Richtung die Cumulus Hills und mündet unmittelbar nordöstlich des Vickers-Nunatak in den Shackleton-Gletscher.
Die Südgruppe der New Zealand Geological Survey Antarctic Expedition (1961–1962) benannte ihn nach William Raymond Logie (* 1933), stellvertretender Leiter der Scott Base zwischen 1962 und 1963.